# Jamtamot i Uppsala

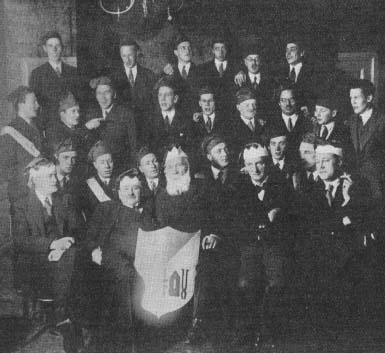
Jamtamot på restaurang Phoenix i Uppsala 1931.

Jamtamot är ett akademiskt ordenssällskap samt en student- och hembygdsförening vid Norrlands nation i Uppsala för män med någon anknytning till landskapen Jämtland och Härjedalen.
Föreningen grundades år 1907 av bland annat Mikael Andrée och återupplivades, efter en viloperiod 1911–1914, som Jamtamot Redivivum den 23 februari 1915, och är därmed den äldsta kontinuerligt verksamma föreningen vid Norrlands nation, och en av de äldsta studentföreningarna i Uppsala.
Föreningens syfte är:
| ”                             | ... att under formen av ett slutet sällskap befordra ett gott kamratskap och främja intresset för hembygden | „ |
| – Jamtamot Redivivums stadgar | |   |

Föreningsnamnet anspelar på det självständiga Jämtlands allting på Frösön – Jamtamot. 
Varje Jamt (medlem) bär en röd luva med tofs på föreningens Mot  (möten). Luvan minner om de röda luvor som i äldre tid bars av männen i Jämtland, och som ännu finns kvar i folkdräkterna där.
Medlemskapet i föreningen är på livstid, och antalet medlemmar är idag omkring 1000. Föreningen ger ut en egen tidning, Jamtlands Tidning.

## Hederspris
Jamtamot delar varje år ut ett Hederspris till någon som gjort en värdefull insats för hembygden, och bland tidigare mottagare märks:
| - 2017: Curt Lofterud - 2016: Magnus Nilsson - 2006: Lars Persa - 2003: Kjell-Erik Eriksson - 2002: Kjell Albin Abrahamson och Erik A. Egervärn - 1999: Mikael Rahm - 1996: Elsa Wallén - 1994: H.P. Burman - 1993: Sten Rentzhog - 1989: Berta Magnusson - 1984: Sven O. Persson - 1981: Carl-Göran Ekerwald - 1975: Beppe Wolgers |